# 布拉霍達特內 (五一城區)
47°59′45″N 31°8′48″E / 47.99583°N 31.14667°E
布拉霍達特內（羅馬化：Blahodatne）是烏克蘭南部尼古拉耶夫州五一城區布拉霍達特內市鎮的村莊，始建於1802年，面積72.7平方公里，海拔高度99米，2001年人口1,746，人口密度每平方公里24人。